# Burlats
Burlats település Franciaországban, Tarn megyében. Lakosainak száma 2010 fő (2022. január 1.). Burlats Le Bez, Castres, Lacrouzette, Roquecourbe és Saint-Salvy-de-la-Balme községekkel határos.

## Népesség
A település népességének változása:
| Lakosok száma | 1902 | 1998 | 2124 | 2180 | 2131 | 2092 | 2053 | 2014 | 2018 | 2010 |
|               | 2010 | 2013 | 2015 | 2016 | 2017 | 2018 | 2019 | 2020 | 2021 | 2022 |